# Mlynky
Mlynky jsou obec na Slovensku v okrese Spišská Nová Ves v Košickém kraji.

## Polohopis
Obec se nachází ve východní části Slovenského rudohoří na horním toku Hnilce, při Palcmanské Maši.
S obcí sousedí Dedinky, Dobšiná, Hnilec, Smižany, Spišská Nová Ves.

### Části obce
Obec má 6 částí: Bílé Vody, Havrania Dolina, Palcmanská Maša, Prostredný Hámor, Rakovec, Sykavky.

## Dějiny
Obec vznikla v roce 1960 vyčleněním se od Spišské Nové Vsi. Tvoří ji sedm bývalých hornických osad tohoto města.

## Politika
Starostové obce
- 1990–1994 Oldrich Fiolek (KKS)
- 1994–1998 Oldrich Fiolek (NEKA)
- 1998–2006 Mariana Hořká (SDĽ)
- 2006–2010 Mariana Hořká (NEKA)
- 2010–2018 Alfréd Franko (SNS)
- Od 2018 Iveta Geletková (SaS, OĽaNO)

Zastupitelstvo
- 1990–1994 – 11 zastupitelů
- 1994–1998 – 12 zastupitelů (11 SDĽ, 1 SZS)
- 1998–2002 – 11 zastupitelů (7 SDĽ, 2 HZDS, 2 KSS)
- 2002–2006 – 7 zastupitelů (3 SDĽ, 2 KSS, 2 NEKA)
- 2007–2010 – 7 zastupitelů (4 SMĚR, 2 NEKA, 1 KDU-ČSL)
- 2011–2014 – 7 zastupitelů (4 LS-HZDS SMĚR, 2 SDKÚ-DS, 1 NEKA)

## Kultura a zajímavosti
Každý rok se pořádají závody v alpském lyžování „Hornický kahan“, které mají dlouholetou tradici. Závody se konají v lyžařském středisku Gugel, který je uměle zasněžený.
Obec je filiálkou římskokatolického úřadu Dedinky. Nachází se v ní Základní škola s mateřskou školou – Biele Vody.

## Obyvatelstvo
Vývoj obyvatelstva od roku 1950
| Rok sčítání | Počet obyvatel | Počet domů |
| ----------- | -------------- | ---------- |
| 1950        | 623            | 98         |
| 1961        | 1 288          | 231        |
| 1970        | 1 171          | 222        |
| 1980        | 879            | 225        |
| 1991        | 691            | 201        |
| 2001        | 612            | 175        |

Složení obyvatelstva podle náboženského vyznání (2001)
| Církev                   | Počet obyvatel | %     |
| ------------------------ | -------------- | ----- |
| Římskokatolická církev   | 389            | 63,6  |
| Řeckokatolická církev    | 5              | 0,8   |
| Pravoslavná církev       | 1              | 0,2   |
| Evangelická církev a. v. | 50             | 8,2   |
| Bez vyznání              | 141            | 23,02 |
| Ostatní a nezjištěno     | 263            | 4,2   |

Složení obyvatelstva podle národnosti (2001)
| Národnost            | Počet obyvatel | %    |
| -------------------- | -------------- | ---- |
| Slovenská            | 606            | 99,0 |
| Česká                | 2              | 0,3  |
| Ostatní a nezjištěná | 4              | 0,7  |